# Чипчиково
Чипчиково (баш. Сыпсыҡ) — деревня в Балтачевском районе Республики Башкортостан Российской Федерации. Входит в состав Тошкуровского сельсовета. 

## География

### Географическое положение
Расстояние до:
- районного центра (Старобалтачёво): 9 км,
- центра сельсовета (Тошкурово): 6 км,
- ближайшей ж/д станции (Куеда): 74 км.

## Население
| 2002 | 2009 | 2010 |
| ---- | ---- | ---- |
| 20   | ↘17  | ↘16  |

Согласно переписи 2002 года, преобладающая национальность — башкиры (95 %). 
По справке, составленной научным сотрудником Казанского Института языка, литературы и искусств Дамиром Исхаковым, на анализе данных переписей 1926-1979 было установлено, что местное население в рамках политики башкиризации, переписано с татар на башкир в 1979 году, а по предыдущим переписям в селе проживали татары.